# Daniel Cudmore
Daniel Cudmore est un acteur canadien né à Vancouver le 20 janvier 1981.

## Biographie
Il est né à Squamish, en Colombie-Britannique, près de Whistler, le 20 janvier 1981 de parents britanniques, il a deux frères. Son père était médecin. Son frère Jamie Cudmore est un ancien rugbyman international canadien ayant notamment évolué dans les rangs de l'ASM Clermont en France.
Il a joué une variété de rôles dans des pièces de théâtre à l'école et les productions locales, en particulier amateur.
Il a obtenu une bourse en football à l'université Gannon, en Pennsylvanie. Après s'être cassé la jambe dans un match de football deux ans après avoir reçu son diplôme d'arts libéraux, il est retourné à Vancouver. Il a poursuivi ses études et est apparu dans des publicités.
Il entre dans une école de théâtre et décide de devenir acteur et commence sa carrière cinématographique dans X-Men 2 en jouant Colossus. Il a ensuite des rôles dans des séries télé, dont Stargate et il continue à chercher des rôles de grands hommes (il mesure 2,03 mètres). Il incarne Félix dans le film Tentation (tiré de la saga Twilight), un garde Volturi. Son frère, Jamie, a joué pendant 11 ans dans l'équipe de rugby de Clermont-Ferrand (ASM), mais l'a quittée depuis, plus d'un an pour l'US Oyonax (France).

## Filmographie
- 2003 : X-Men 2 : Colossus
- 2003 : Stargate SG-1 (série télévisée) : Jaffa #1
- 2004 : Le Messager des ténèbres (série télévisée) : Little Man #3
- 2004 : A Very Cool Christmas (TV movie) : Gym Guy
- 2005 : On arrive quand ? : Basketball Player
- 2005 : Alone in the Dark : agent Barr
- 2005 : Supernatural
- 2006 : X-Men : L'Affrontement final : Colossus
- 2007 : Les Maîtres de l'horreur (série télévisée) : Deputy #2
- 2009 : Le Prix du sang : Young Guy
- 2009 : Twilight, chapitre II : Tentation : Félix
- 2009 : Revolution (TV movie) : Bito
- 2010 : Icarus : Hit Man #2
- 2010 : Merlin et le livre des créatures (TV movie) : Dragon Knight
- 2010 : The Hole : ?
- 2010 : Twilight, chapitre III : Hésitation : Félix
- 2010 : A Night for Dying Tigers : Dave
- 2011 : Rites of Passage : Moose
- 2011 : Twilight, chapitre IV : Révélation (1re partie) : Félix
- 2011 : Bind : Brad
- 2012 : Twilight, chapitre IV : Révélation (2e partie) : Félix
- 2012 : The Baytown Outlaws : Les Hors-la-loi : Lincoln Oodie
- 2012 : Halo 4 : Forward Unto Dawn : John-117[1]: MasterChief
- 2013 : Percy Jackson : La Mer des monstres : La Manticore
- 2014 : X-Men: Days of Future Past : Colossus
- 2015 : Lockdown : Gideon
- 2016 : Warcraft : Le Commencement : ?
- 2016 : La Malédiction du temple maya : Thak
- 2017 : Devil in the Dark : Glen
- 2018 : X-Men: Dark Phoenix : ?
- 2022 : Corrective Measures - Mutants surpuissants (Corrective Measures) de Sean O'Reilly :  Diamond Jim
- 2023 : Vindicta de Sean McNamara : David

## Référence
1. ↑  « Une vidéo détaille Forward Unto Dawn », sur halo.fr via Wikiwix (consulté le 4 juillet 2023).